# Ein Lied für Edinburgh
Die deutsche Vorentscheidung zum Eurovision Song Contest 1972 fand unter dem Titel Ein Lied für Edinburgh statt.

## Format
In diesem Jahr wurden Künstler von den Plattenfirmen vorgeschlagen. Jeder Interpret trat mit drei Titeln an. Eine Kommission der ARD hat aus diesen Vorschlägen zwölf Interpreten mit je einem Titel ausgewählt, die gegeneinander antraten. In diesem Jahr wurden die Beiträge von den Interpreten live gesungen, zusammen mit dem SFB-Tanzorchester, dirigiert von Paul Kuhn. Durch die Sendung führten die Moderatorinnen Karin Tietze-Ludwig und Renate Bauer. Eine Jury aus zehn Personen stimmte über den Titel im Vorentscheid ab. Diese waren je zur Hälfte Musikexperten und fünf musikinteressierte Laien mit einem Alter unter 25 Jahren. Die Auswahl erfolgte in zwei Durchgängen. Im ersten Durchgang konnte jedes Jurymitglied für jedes Lied zwischen einem und fünf Punkten vergeben. Für den zweiten Durchgang sind die drei Führenden Titel des ersten Durchgangs qualifiziert. Hier kann jedes Jurymitglied nur einem der übriggebliebenen Titel eine Stimme geben.
Der Jury gehörten an:
| Name                | Bekannt als |
| ------------------- | --- |
| Emil Zalud          | Redakteur der Abteilung Unterhaltung im Fernsehen des Saarländischen Rundfunks (SR) in Saarbrücken                         |
| Horst Wernstedt     | Leitender Redakteur Unterhaltung beim Norddeutschen Rundfunk (NDR) in Hamburg                                              |
| Christian Striegler | Musikproduzent und Redakteur der Hauptabteilung Unterhaltung im Fernsehen des Westdeutschen Rundfunks (WDR) in Köln        |
| Hans Hirschmann     | Leiter der Hauptabteilung Unterhaltung im Fernsehen des Südwestfunks (SWF) in Baden-Baden                                  |
| Ekkehard Böhmer     | Regisseur und Hauptabteilungsleiter Unterhaltung beim Hessischen Rundfunk (HR) in Frankfurt                                |
| Elfriede Natzke     | Redaktionsassistentin aus München, musikalisch an Pop, Jazz und Klassik interessiert                                       |
| Wolfgang Lau        | Student für industrielle Formgebung aus Berlin, musikalisch modern und klassisch interessiert                              |
| Claudia Eder        | Popsängerin und Fernsehansagerin aus Frankfurt                                                                             |
| Christian Kneisel   | Schüler aus Berlin, Klarinettenspieler und Mitglied einer Jazzgruppe                                                       |
| Elfriede Hilliges   | Vorschülerin zur Kinderkrankenschwester aus Berlin, Gitarrenspielerin mit Interesse für Schlager, Country und Westernmusik |

## Teilnehmer
In diesem Jahr waren folgende Interpreten für den Vorentscheid zugelassen:
Cindy & Bert, das singende Ehepaar aus Völklingen, stieg nach ersten Charterfolgen in die Profikarriere ein.
Edina Pop hatte bereits in ihrer ungarischen Heimat Auftritte als Sängerin und Schauspielerin und war mit dem Schauspieler Günther Stoll verheiratet. Sie sollte bereits 1970 beim Vorentscheid antreten, musste aber aus gesundheitlichen Gründen absagen und wurde beim Vorentscheid durch Mary Roos ersetzt. Sie war 1979 Mitglied von Dschinghis Khan und nahm am ESC in Jerusalem teil.
Teddy Parker hatte bereits einige Singles aufgenommen und war mit Nachtexpress nach St. Tropez mehrere Wochen in den Charts vertreten.
Olivia Molina hatte zuvor ihren größten Erfolg mit einer Beatles-Coverversion von Let It Be – allerdings mit dem deutschen Titel Aber wie.
Marion Maerz hatte bereits 1965 mit dem von Christian Bruhn komponierten Titel Er ist wieder da ihren größten Erfolg und versuchte nach einem Karriereknick 1970 nun den Neustart ihrer Karriere.
Mary Roos trat bereits 1970 bei der Ausscheidung Ein Lied für Amsterdam an (für Edina Pop) und erreichte den zweiten Platz. Daraufhin bekam sie eine Personalityshow im Fernsehen.
Peter Horton, ein Sänger, Entertainer und Gitarrist.
Su Kramer spielte in der deutschen Aufführung des Musicals Hair die Rolle der Sheila. Ihr Debütalbum Frei sein wurde von 50 Musikjournalisten als die beste Produktion des Jahres 1971 ausgezeichnet.
Inga & Wolf hatten bereits Auftritte in Talentsendungen des Fernsehens, unter anderem in der Drehscheibe im ZDF.
Sven Jenssen sang 1963 ein Duett mit Peter Alexander und hatte einige weitere Veröffentlichungen und Auftritte im Fernsehen, unter anderem in der ZDF-Hitparade.
Adrian Wolf kam Ende der 1960er Jahre zur Schlagermusik. Fernsehzuschauer konnten ihn unter anderem in der Drehscheibe im ZDF, der aktuellen Schaubude des NDR und in Musik aus Studio B erleben.

### Platzierungen (Erste Runde)
| Platz | Startnr. | Interpret     | Titel Musik (M) und Text (T)                                     | Punkte |
| ----- | -------- | ------------- | ---------------------------------------------------------------- | ------ |
| 01.   | 04.      | Cindy & Bert  | Geh’ die Straße M: Werner Scharfenberger; T: Kurt Feltz          | 41     |
| 02.   | 11       | Mary Roos     | Nur die Liebe läßt uns leben M: Joachim Heider; T: Joachim Relin | 40     |
| 03.   | 07       | Su Kramer     | Glaub’ an Dich selbst M: Rudi Bauer; T:Gerd Thumser              | 38     |
| 03.   | 08       | Inga & Wolf   | Gute Nacht, Freunde M/T: Alfons Yondraschek                      | 38     |
| 05.   | 05       | Marion Maerz  | Hallelujah Man M: Klaus Doldinger; T: Karlheinz Frynik           | 30     |
| 06.   | 01       | Edina Pop     | Meine Liebe will ich Dir geben M: Ralph Siegel; T: Fred Weyrich  | 27     |
| 06.   | 09       | Sandra        | Das Leben beginnt jeden Tag M: Hans Blum; T: Kurt Hertha         | 27     |
| 06.   | 12       | Peter Horton  | Wann kommt der Morgen? M: Günter Engelhardt; T: Carl J. Schäuble | 27     |
| 09.   | 03       | Olivia Molina | Die größte Manege der Welt M: Erich Becht; T: Kurt Feltz         | 20     |
| 10.   | 10       | Sven Jenssen  | Grenzenlos M: Günter Tilgert; T: Heinz Korn                      | 19     |
| 11.   | 02       | Teddy Parker  | Ich setze auf Dich M: Teddy Parker; T: Kurt Hertha               | 18     |
| 12.   | 06       | Adrian Wolf   | Mein Geschenk an Dich M: Ralph Siegel; T: Fred Weyrich           | 13     |

### Juryvoting (Erste Runde)
| Platz | Lied                                                             | Elfriede Hilliges | Christian Kneisel | Claudia Eder | Wolfgang Lau | Elfriede Natzke | Ekkehard Böhmer | Hans Hirschmann | Christian Striegler | Horst Wernstedt | Emil Zalud | Punkte |
| ----- | ---------------------------------------------------------------- | ----------------- | ----------------- | ------------ | ------------ | --------------- | --------------- | --------------- | ------------------- | --------------- | ---------- | ------ |
| 01.   | Geh’ die Straße M: Werner Scharfenberger; T: Kurt Feltz          | 3                 | 4                 | 4            | 5            | 2               | 5               | 5               | 5                   | 4               | 4          | 41     |
| 02.   | Nur die Liebe läßt uns leben M: Joachim Heider; T: Joachim Relin | 4                 | 3                 | 4            | 3            | 3               | 5               | 5               | 3                   | 5               | 5          | 40     |
| 03.   | Glaub’ an Dich selbst M: Rudi Bauer; T:Gerd Thumser              | 3                 | 5                 | 5            | 3            | 4               | 3               | 3               | 5                   | 3               | 4          | 38     |
| 03.   | Gute Nacht, Freunde M/T: Alfons Yondraschek                      | 3                 | 5                 | 3            | 4            | 3               | 4               | 4               | 4                   | 4               | 4          | 38     |
| 05.   | Hallelujah Man M: Klaus Doldinger; T: Karlheinz Frynik           | 2                 | 4                 | 3            | 4            | 3               | 3               | 2               | 4                   | 3               | 2          | 30     |
| 06.   | Meine Liebe will ich Dir geben M: Ralph Siegel; T: Fred Weyrich  | 4                 | 2                 | 3            | 3            | 2               | 2               | 3               | 3                   | 2               | 3          | 27     |
| 06.   | Das Leben beginnt jeden Tag M: Hans Blum; T: Kurt Hertha         | 4                 | 2                 | 3            | 3            | 2               | 2               | 3               | 4                   | 2               | 2          | 27     |
| 06.   | Wann kommt der Morgen? M: Günter Engelhardt; T: Carl J. Schäuble | 3                 | 2                 | 2            | 4            | 2               | 3               | 2               | 4                   | 3               | 2          | 27     |
| 09.   | Die größte Manege der Welt M: Erich Becht; T: Kurt Feltz         | 1                 | 3                 | 2            | 3            | 1               | 2               | 2               | 2                   | 2               | 2          | 20     |
| 010.  | Grenzenlos M: Günter Tilgert; T: Heinz Korn                      | 3                 | 2                 | 1            | 3            | 1               | 2               | 2               | 3                   | 1               | 1          | 19     |
| 11.   | Ich setze auf Dich M: Teddy Parker; T: Kurt Hertha               | 2                 | 1                 | 2            | 2            | 2               | 1               | 1               | 3                   | 2               | 2          | 18     |
| 12.   | Mein Geschenk an Dich M: Ralph Siegel; T: Fred Weyrich           | 2                 | 1                 | 1            | 1            | 1               | 1               | 1               | 3                   | 1               | 1          | 13     |

### Platzierungen (Zweite Runde)
| Platz | Startnr. | Interpret    | Titel Musik (M) und Text (T)                                     | Punkte |
| ----- | -------- | ------------ | ---------------------------------------------------------------- | ------ |
| 1.    | 11       | Mary Roos    | Nur die Liebe läßt uns leben M: Joachim Heider; T: Joachim Relin | 4      |
| 2.    | 04       | Cindy & Bert | Geh’ die Straße M: Werner Scharfenberger; T: Kurt Feltz          | 3      |
| 2.    | 07       | Su Kramer    | Glaub’ an Dich selbst M: Rudi Bauer; T: Gerd Thumser             | 3      |
| 4.    | 08       | Inga & Wolf  | Gute Nacht, Freunde M/T: Alfons Yondraschek                      | 0      |

### Juryvoting (Zweite Runde)
| Platz | Titel                                                            | Elfriede Hilliges | Christian Kneisel | Claudia Eder | Wolfgang Lau | Elfriede Natzke | Ekkehard Böhmer | Hans Hirschmann | Christian Striegler | Horst Wernstedt | Emil Zalud | Punkte |
| ----- | ---------------------------------------------------------------- | ----------------- | ----------------- | ------------ | ------------ | --------------- | --------------- | --------------- | ------------------- | --------------- | ---------- | ------ |
| 1.    | Nur die Liebe läßt uns leben M: Joachim Heider; T: Joachim Relin | 1                 | –                 | –            | –            | –               | –               | 1               | –                   | 1               | 1          | 4      |
| 2.    | Geh’ die Straße M: Werner Scharfenberger; T: Kurt Feltz          | –                 | –                 | –            | 1            | –               | 1               | –               | 1                   | –               | –          | 3      |
| 2.    | Glaub’ an Dich selbst M: Rudi Bauer; T: Gerd Thumser             | –                 | 1                 | 1            | –            | 1               | –               | –               | –                   | –               | –          | 3      |
| 4.    | Gute Nacht, Freunde M/T: Alfons Yondraschek                      | –                 | –                 | –            | –            | –               | –               | –               | –                   | –               | –          | 0      |

## Trivia
Nach der ersten Runde führten noch Cindy & Bert, konnten aber, wie auch Su Kramer, im entscheidenden zweiten Durchgang nur drei Juroren für sich gewinnen. Überraschend siegte Mary Roos.
Cindy & Bert erreichten mit Geh’ die Straße Platz 36 der Singlecharts.
Inga & Wolf gingen im zweiten Durchgang leer aus. Trotzdem erreichte der von Reinhard Mey unter dem Pseudonym Alfons Yondraschek komponierte Titel Gute Nacht, Freunde Platz 22 der Singlecharts, bekam eine goldene Schallplatte und wurde zum Evergreen.